# Бунаков, Василий Сидорович
Василий Сидорович Бунаков — русский служилый человек, городовой воевода времен правления царей Михаила Фёдоровича и Алексея Михайловича.

## Биография
Происходит из служилых людей рода Бунаковых. Службу начал в 1615 году. Участвовал в сражении князя Д. М. Пожарского под Орлом с отрядами А. Ю. Лисовского, где под Бунаковым была убита лошадь. В 1618 году вместе с князем Д. М. Пожарским участвовал в защите Калуги от войск П. Опалинского, стоявшего в Товаркове, где захватил пленника. В бою под селом Бедринцами, во время похода польско-литовских интервентов мимо Белёва, снова захватил пленника (Гаврилу Волошенина). Участник Смоленской войны. В 1632 году послан Рославль стоявшим под Серпейском стольником и воеводой Б. М. Нагим. В Рославле пленил Андрея Ковалевского. Затем был послан стольником и воеводой князем Ф. С. Куракиным из Калуги в Мещовск, на дороге в который произошел бой с черкасами в Сухиничах. В этом бою пленил черкашенина Степана Стинюковского.
Во время постройки города Карпова воеводой В. П. Шереметевым в 1646 году, Василий Бунаков участвовал в создании земляного вала и постройке острога.
В 1649 году подал челобитную в Разрядный приказ о том, чтобы ему сменить в Олешне воеводу князя Р. Н. Барятинского. 3 ноября 1649 года последовал царский указ об отпуске в Олешне. 11 февраля 1650 года принял город у воеводы князя Р. Н. Барятинского. В июле 1651 года у воеводы Василия Бунакова началась ссора с городовым казачьим пятидесятником, переселенцев из Карачева Афонасием Кривоусовым, который будучи пьяным перед церковью «учал… бранит всякою неподобною бранью и назвал меня изменником…». Оба участника ссоры были допрошены в Яблонове перевод воеводой князем Б. А. Репниным. Затем последовало примирение сторон. Однако, 15 июля 1651 года, не добыв положенный в 2 года срок, воевода Василий Бунаков был сменен в Олешне Д. В. Коптевым.